# جون هوبر (لاعب كرة قاعدة)
جون هوبر (بالإنجليزية: Jon Huber)‏ هو لاعب كرة قاعدة أمريكي، ولد في 7 يوليو 1981 في ساكرامنتو في الولايات المتحدة.

## وصلات خارجية
- جون هوبر على موقع دوري كرة القاعدة الرئيسي (الإنجليزية)
- جون هوبر على موقعبيزبول رفرنس.كوم (الدوري الرئيسي) (الإنجليزية)
- جون هوبر على موقعبيزبول رفرنس.كوم (الدوري الثانوي) (الإنجليزية)
- جون هوبر على موقع إي إس بي إن.كوم (أم.أل.بي) (الإنجليزية)
- جون هوبر على موقع مشجعي الرسوم البيانية (الإنجليزية)